# Teoria di campo efficace
In fisica una teoria di campo efficace è un tipo di approssimazione, o teoria efficace di una teoria fisica sottostante, come la teoria quantistica dei campi o un modello della meccanica statistica. Una teoria dei campi efficace include i gradi di libertà utili a descrivere i fenomeni fisici che si verificano ad una determinata scala di lunghezza o scala di energia, ignorando la sottostruttura e i gradi di libertà a distanze inferiori (o equivalentemente a energie più elevate). Intuitivamente, si trascurano gli effetti delle scale di lunghezza inferiore (integrando sui relativi gradi di libertà) della teoria sottostante per derivare quello che si spera essere un modello semplificato valido per le scale di lunghezza d'interesse. Le teorie di campo efficaci in genere funzionano meglio quando c'è una grande separazione tra la scala di lunghezza di osservazione e la scala di lunghezza delle dinamiche sottostanti. Le teorie di campo efficaci vengono tipicamente usate nella fisica delle particelle, nella meccanica statistica, nella fisica dello stato solido, nella relatività generale e nell'idrodinamica. Il loro utilizzo in genere semplifica i calcoli e permette di trattare gli effetti della dissipazione e della radiazione.

## Il gruppo di rinormalizzazione
Attualmente, le teorie di campo efficaci sono discusse nell'ambito del gruppo di rinormalizzazione, dove il processo di integrazione dei gradi di libertà a breve distanza emerge naturalmente. Questo metodo permette la costruzione di teorie di campo efficaci attraverso l'analisi delle simmetrie. Supponendo esista una scala di massa {\displaystyle M} nella teoria microscopica, allora la teoria di campo efficace può essere vista come una espansione in {\displaystyle 1/M}. La costruzione di una teoria di campo efficace con una accuratezza comparabile ad una potenza di {\displaystyle 1/M} richiede l'introduzione di nuovi parametri per ogni ordine dell'espansione in {\displaystyle 1/M}. Questa tecnica è utile per il processo di diffusione o per altri fenomeni la cui scala di momento massima  {\displaystyle k} soddisfi la condizione {\displaystyle k/M\ll 1}. Poiché le teorie di campo efficace non sono valide su scale piccole, non è necessario che siano rinormalizzabili. Infatti, il numero sempre crescente di parametri ad ogni ordine in {\displaystyle 1/M} è una indicazione che la teoria efficace non è rinormalizzabile.

## Esempi di teorie di campo efficaci

### Teoria di Fermi del decadimento beta
L'esempio più noto di una teoria di campo efficace è la teoria di Fermi del decadimento beta. Questa teoria è stata sviluppata durante i primi studi sul decadimento debole dei nuclei, quando era solo noto il decadimento beta degli adroni e dei leptoni. Le reazioni tipiche studiate sono
{\displaystyle {\begin{aligned}n&\to p+e^{-}+{\overline {\nu }}_{e}\\\mu ^{-}&\to e^{-}+{\overline {\nu }}_{e}+\nu _{\mu }.\end{aligned}}}
Questa teoria postulava un'interazione puntiforme tra i quattro fermioni coinvolti. La teoria ha avuto un grande successo fenomenologico. Alla fine si è capito come la teoria di Fermi emergesse dalla teoria di gauge delle interazioni elettrodeboli, che fa parte del modello standard della fisica delle particelle. In questa teoria più fondamentale, le interazioni sono mediate dai bosoni W. Il successo della teoria di Fermi è dovuto al fatto che la particella {\displaystyle W} ha una massa di circa 80 GeV, mentre i primi esperimenti sono stati tutti condotti su una scala energetica inferiore a 10 MeV, con una separazione di scala di oltre 3 ordini di grandezza.

### Teoria BCS della superconduttività
Un altro famoso esempio è la teoria della superconduttività BCS. Qui la teoria sottostante è la teoria degli elettroni in un metallo che interagiscono con vibrazioni reticolari chiamate fononi. I fononi causano interazioni attrattive tra alcuni elettroni, inducendoli a formare coppie di Cooper. La scala di lunghezza di queste coppie è molto più grande rispetto alla lunghezza d'onda dei fononi, rendendo possibile trascurare la dinamica dei fononi e costruire una teoria in cui due elettroni interagiscono efficacemente in un punto. Questa teoria ha avuto un notevole successo nel descrivere e prevedere i risultati degli esperimenti sulla superconduttività.

### Teorie di campo efficaci nella gravità
La relatività generale si immagina essere una teoria di campo efficace a basse energie di una teoria più completa della gravità quantistica, come la teoria delle stringhe o la gravità quantistica a loop. La scala di espansione è la massa di Planck. Le teorie di campo efficaci sono state utilizzate anche per semplificare i problemi della relatività generale, in particolare nel calcolo delle onde gravitazionali di oggetti inspiranti di dimensioni finite. La teoria di campo efficace più comune in relatività generale è la relatività generale non relativistica (NRGR), che è simile all'espansione post-newtoniana. Le teorie efficaci vengono anche comunemente usate in relatività generale per la modellizzazione di sistemi inspirali di rapporto di massa estremo (EMRI).

### Altri esempi
- Un ramo importante della fisica nucleare è l'adrodinamica quantistica, in cui le interazioni degli adroni sono trattate come una teoria di campo efficace, che dovrebbe essere derivabile dalla teoria sottostante della cromodinamica quantistica. L'adrodinamica quantistica è la teoria della forza nucleare, così come la cromodinamica quantistica è la teoria dell'interazione forte e l'elettrodinamica quantistica è la teoria della forza elettromagnetica. A causa della minore separazione delle scale di lunghezza, questa teoria efficace risulta utile, ma non ha la stessa efficacia della teoria di Fermi.
- Nella fisica delle particelle, la teoria di campo efficace della cromodinamica quantistica chiamata teoria delle perturbazioni chirale ha avuto maggior successo.[8] Questa teoria si occupa delle interazioni degli adroni con i pioni o i kaoni, che sono i bosoni di Goldstone della rottura spontanea di simmetria. In questo caso il parametro di espansione è l'energia o il momento del pione.
- Per gli adroni contenenti un quark pesante (come il quark bottom il quark charm), è utile considerare una teoria di campo efficace con parametro di espansione la massa del quark. Questo modello viene chiamato teoria efficace del quark pesante (HQET).
- Per gli adroni contenenti due quark pesanti, è utile considerare una teoria di campo efficace con parametro di espansione la velocità relativa dei quark pesanti. Questo modello viene chiamato cromodinamica quantistica non relativistica (NRQCD) e viene tipicamente usato in combinazione con la cromodinamica quantistica su reticolo.
- Per le reazioni adroniche con particelle a bassa energia collineari, l'interazione con gradi di libertà a bassa energia sono descritte dalla teoria efficace collineare soft (SCET).
- Gran parte della fisica della materia condensata consiste nello scrivere teorie di campo efficaci per le proprietà specifiche della materia oggetto di studio.
- L'idrodinamica può essere trattata utilizzando teorie di campo efficaci.[9]